# Cucullia daisensis
Cucullia daisensis är en fjärilsart som beskrevs av Matsumura. Cucullia daisensis ingår i släktet Cucullia och familjen nattflyn. Inga underarter finns listade i Catalogue of Life.